# マーセド川
マーセド川 (マーセドがわ、英：Merced River) は、アメリカ合衆国カリフォルニア州中部を流れる河川である。シエラネバダ山脈からカリフォルニアセントラルヴァレーを通ってサンワーキン川へ注ぎ、最後は太平洋につながる。延長は約180kmである。

## 概要
ヨセミテ国立公園の南部を通る時の急な流れで知られており、ヨセミテ渓谷の複雑な地形を作り出す役割を果たした。しかし、平野部に出ると川の様相は一変し、農地の間をゆったりと流れる。
この川の流域には、ミウォク族やパイユート族といったアメリカン・インディアンの部族が、何百年にもわたって住んでいた。彼らは、肥沃な土壌に育まれた豊かな動植物を糧に生活していた。更に歴史を遡れば、北アメリカの太平洋岸が地殻変動により隆起してシエラネバダ山脈が形成される過程で、川の上流では大規模な浸食が、下流では沖積層の堆積が生じた。
19世紀初頭に、アルタ・カリフォルニアの支配権を得たメキシコ政府が、このセントラルバレーの地に軍事遠征隊を送ったのが、外部から人が入った初めである。その後、アメリカ人がセントラルバレーに入植を始め、1848年、シエラネバダ山脈でカリフォルニア・ゴールドラッシュが始まると、1860年代、川沿いにヨセミテ渓谷鉄道が開通した。鉄道は当初マーセド川下流の町に鉱物や材木を運ぶものであったが、後にヨセミテ国立公園となる地域への観光客を増やす役割も果たした。白人とネイティブ・アメリカンとの対立が激化して数次の戦争が起き、ついにアワニチ族はヨセミテ渓谷から駆逐されてしまった。
その後、マーセド川に巨大なダムが造成されると、セントラルバレーに灌漑農業がもたらされた。しかし、水の需要が供給を上回ることが多く、下流域には水量の減少による悪影響も生じた。20世紀前半以来、サケは遡上を妨げられ、川沿いの湿地や河畔林も大幅に減少した。近年は、水の流れるパターンを自然のものに似せたり、サケの孵化場を設けたりして、残された動植物の生息環境を保存する取組みが行われている。

## 流路

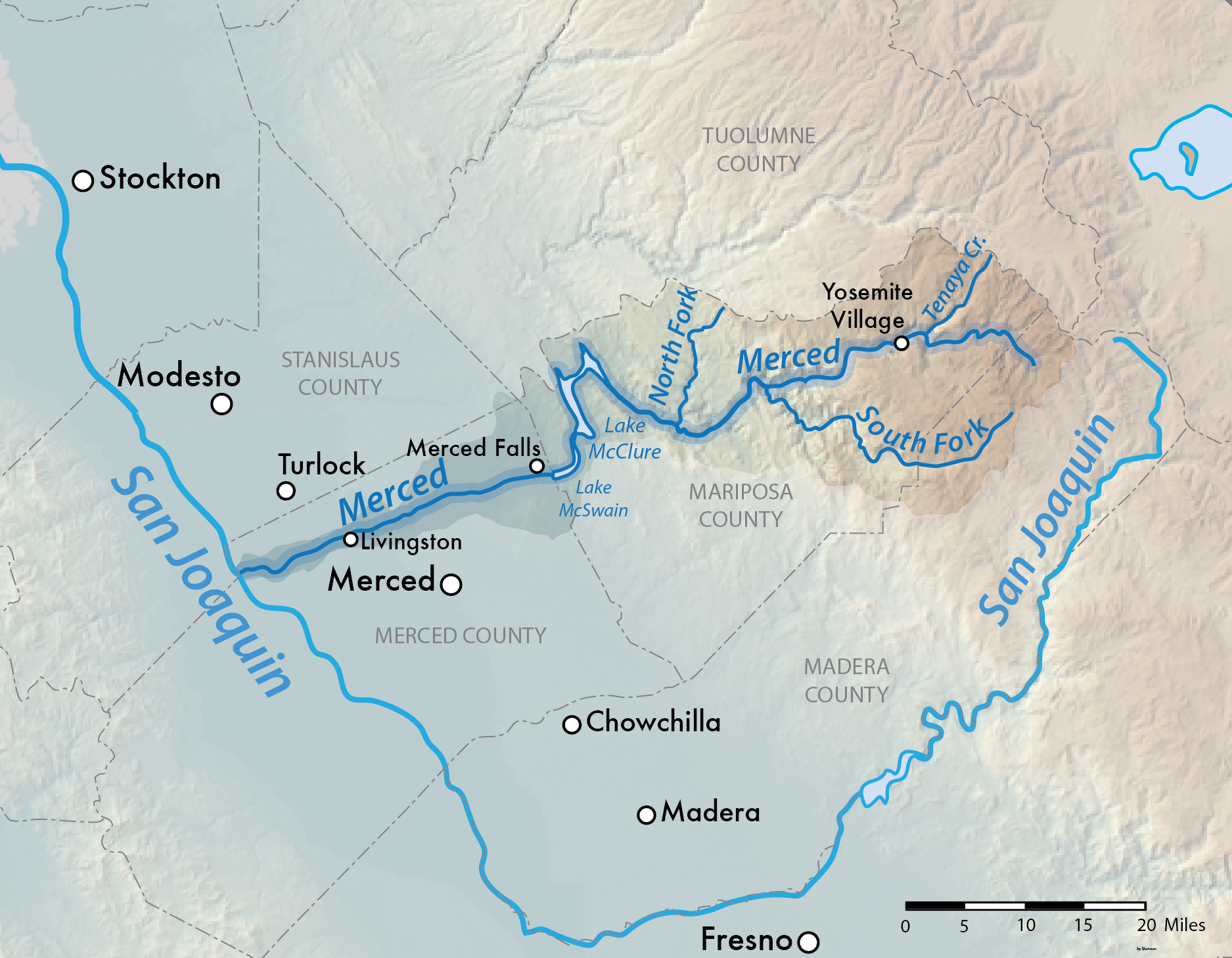
マーセド川流域

マーセド川の起点は、ヨセミテ国立公園の南東部、マーセド湖付近の三つの支流（ライエル支流、トリプル・ピーク支流、マーセド・ピーク支流）の合流点である。そこから西に向かって、数々の峡谷、渓谷を通り、セントラルバレーの平地に至るまで、180kmを流れる。源流は、シエラネバダ山脈の一部をなすクラーク山脈の麓に当たり、標高2413メートルである。そこから、険しい花崗岩の峡谷を16kmにわたって流れた後、小ヨセミテ渓谷を通って、ヨセミテ渓谷へ向かう。ジョン・ミューア・トレイルと合流した後、ネバダ滝、そしてバーナル滝を流れ落ちる。イリルエット支流を受けてから、ヨセミテ渓谷の中を通る。渓谷内ではマツ林の間を曲がりくねるように進む。

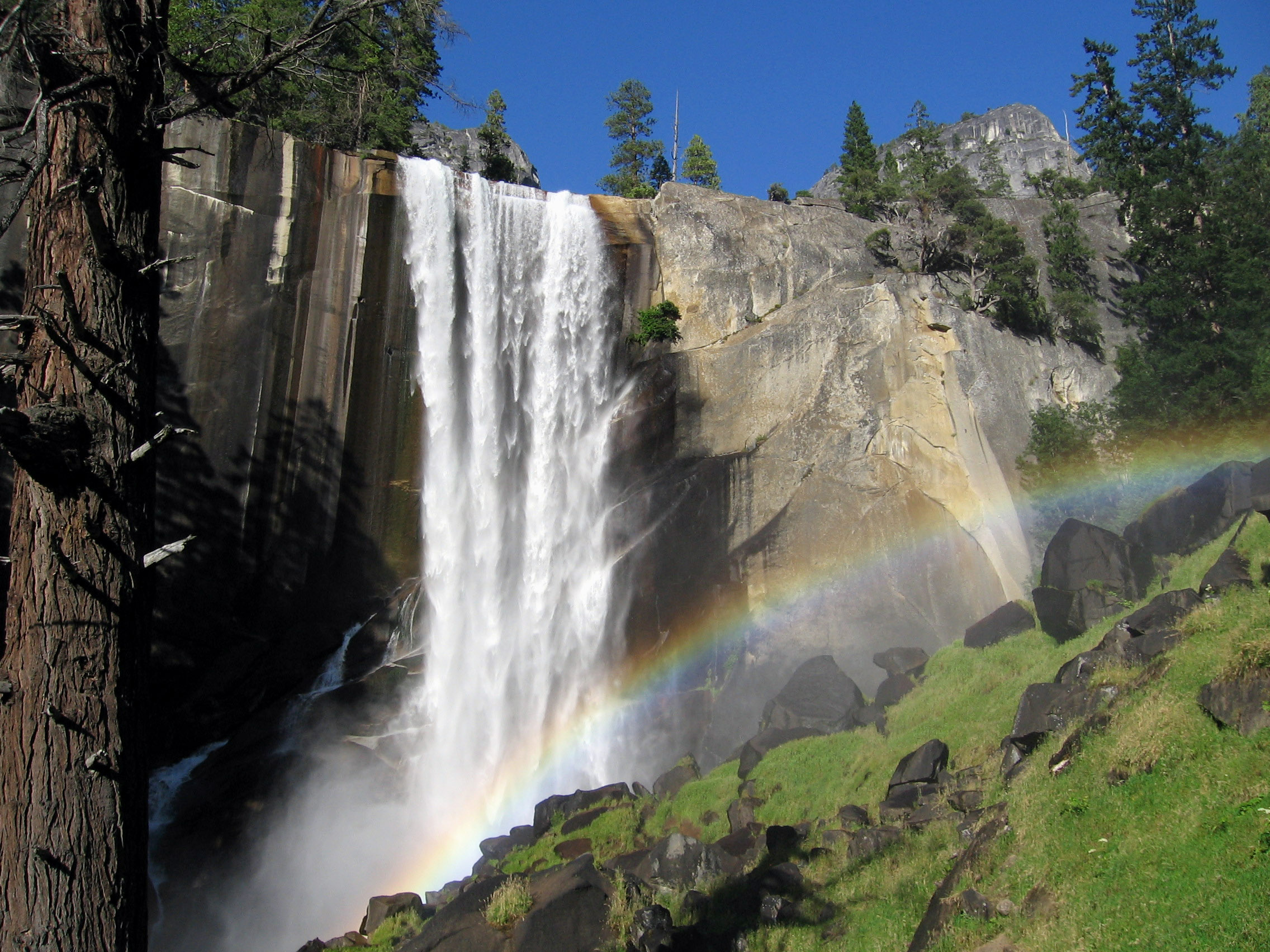
バーナル滝

テナヤ支流、ヨセミテ支流、ブライダルベール支流、ピジョン支流がそれぞれマーセド川に流れ込んだ後、渓谷の終端ではモレーン（堆石）の裂け目を通って出る。そこからカスケード支流を加え、エル・ポータルの町付近で南に転じ、マーセド川峡谷を通る。ヨセミテ国立公園の出口から、最大の支流、マーセド川南支流が合流するまでの数マイルは、カリフォルニア州道140号が並走する。そして今度は北に向きを変え、マーセド川北支流と合流し、数マイル進むと、新エクスチェッカー・ダムにせき止められてできたマクルア湖へ注ぐ。残った水量は、更に西へ流れ、セントラルバレーを通り、ターロックの町の数マイル南でサンワーキン川へ合流する。

## 流域
マーセド川の流域は、シエラネバダ山脈の中央部に位置し、面積は4470平方キロメートルに及ぶ。その北隣には、シエラネバダ最大の川、トゥオルミ川の流域が広がっている。南は、サンワーキン川の流域である。マーセド川の流域には、イリルエット、エコー、テナヤ、ヨセミテ、ブライダルベール、カスケード、ドライの各支流域、マーセド川南支流域、北支流域が含まれ、その中では、69キロメートルの長さを持つ南支流域が最大である。南支流に注ぐ支流には、ビショップ、レイル、アルダー、チルヌアルナの各支流がある。マーセド川流域内には、マーセド湖、テナヤ湖、チェイン湖、メイ湖、マクルア湖、マクスウェイン湖など、数多くの湖もある。
マーセド川流域の大部分は、高山気候に属する。上流域では、冬季に大量の降雪があり、年中を通してマーセド川やその支流を潤している。ただし、大半の雪は晩秋までに溶け、その後水量は大幅に減るので、小さい支流では完全に乾いてしまうものもある。ハッピー・アイルより上流の部分では、春から初夏にかけての水量の85％が雪解け水である。乾燥した時期には、地下水の割合が増える。中流域から下流域にかけては、乾燥した地中海性気候あるいは半砂漠気候で占められる。

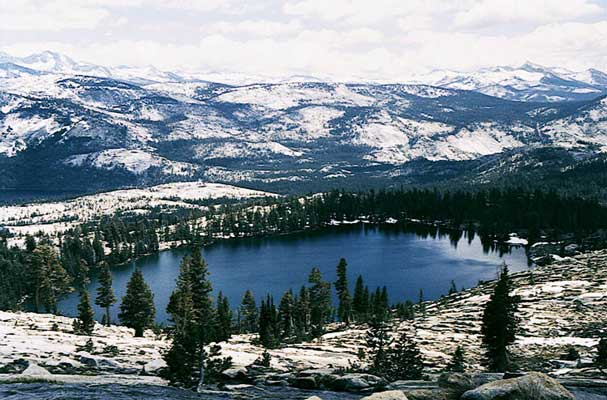
スノウ支流の上流に位置するメイ湖。マーセド川の数多くの水源の一つである。

マーセド川は、サンワーキン川の3番目に大きな支流に当たる。セントラルバレーで灌漑が始まり、ダムが建設される前は、合流点におけるマーセド川の平均流量は、現在の1秒当たり5.7m3よりはるかに多く、1年当たり1.2×103 m3であった。その上流、ハッピー・アイルでは、現在の平均流量は1秒当たり10.1m3である。アメリカ地質調査所が、ハッピー・アイル、マクルア湖、合流口と、マーセド川沿いに3か所流量計を有している。ハッピー・アイルとマクルア湖のものは、ダム等の人工的要素が入らない流量を測定するが、合流口における流量は、主に新エクスチェッカー・ダムによって制御されている。マクルア湖で測定された年平均流量は、1901年から1964年までは1秒当たり20.5m3であった。最高記録は、1911年に測定された1秒あたり1350m3であった。一方、合流口での最高値は1950年の1秒当たり390m3にとどまる。ハッピー・アイルの流量計では、最高記録は1997年のヨセミテ洪水時の1秒当たり290m3であった。ヨセミテ洪水の時は、渓谷内の多くのキャンプ場、道路、橋が破壊された。
現在、マーセド川は、灌漑に利用されている。約625km2の農地に水を供給しており、マーセド灌漑区 (MID) が主にその灌漑設備を運営している。全体で約4000の水門、1276km2の用水路がめぐらされている。川の下流域から大量の水を採取するため、海に流れ込む水量は少ない。灌漑排水として川に戻る水もあるが、それには農薬、肥料その他の汚染物質が含まれている。連邦政府の規制により、MIDは、少なくとも年間1900万m3の流量を絶えず（洪水時を含まず）確保することが求められている。マーセド川の水によって、サンワーキン川もようやく潤っている状態であり、合流点より上流では、サンワーキン川の水は灌漑に使われてほとんど流れていない。